# Томази, Сильвано Мария
Сильвано Мария Томази (итал. Silvano Maria Tomasi; род. 12 октября 1940, Казони-ди-Муссоленте, королевство Италия) — итальянский кардинал и ватиканский дипломат. Секретарь Папского Совета по пастырскому попечению о мигрантах и странствующих с 27 июня 1989 по 27 июня 1996. Титулярный архиепископ Церцины с 27 июня 1996 по 24 апреля 1999. Апостольский нунций в Эфиопии с 27 июня 1996 по 10 июня 2003. Апостольский нунций в Эритрее с 27 июня 1996 по 15 сентября 2006. Титулярный архиепископ Ацелума с 24 апреля 1999 по 28 ноября 2020. Апостольский делегат в Джибути с 27 июня 1996 по 23 декабря 2000. Апостольский нунций в Джибути с 23 декабря 2000 по 10 июня 2003. Постоянный наблюдатель Святого Престола при отделении ООН и специализированных учреждений ООН в Женеве с 10 июня 2003 по 13 февраля 2016. Секретарь-делегат Папского совета справедливости и мира с 9 апреля 2016 по 1 января 2017. Кардинал-дьякон с титулярной диаконией Сан-Никола-ин-Карчере с 28 ноября 2020.